# Mesilla Valley
La Mesilla Valley è una caratteristica geografica del Nuovo Messico meridionale e del lontano Texas occidentale. Si è formata a seguito delle ripetute inondazioni da parte delle sorgenti del Rio Grande.
La fertile Mesilla Valley si estende da Radium Springs, Nuovo Messico, al lato ovest di El Paso, Texas. La valle è piuttosto fertile, ed è caratterizzata da pochi boschetti rimanenti, così come i suoi pioppi nativi, e sempre più spesso da tamerici invasivi, introdotti alla fine del XIX secolo, conosciuti localmente come salt cedar.
A causa della natura fertile della valle, l'agricoltura è un'attività molto importante in quest'area. Stahmann Farms possiede il più grande frutteto di noci pecan del mondo, si trova a sud della città di Las Cruces, Nuovo Messico. L'erba medica, il cotone, il peperoncino, le cipolle e il mais sono altre importanti colture da reddito coltivate nella Mesilla Valley. La Mesilla Valley è anche nota per le sue capacità di produzione del vino, che hanno avuto origine dall'esplorazione spagnola nel Nuovo Messico. Fu parte del Messico fino all'Acquisto Gadsden nel 1853.